# Prvenstvo LjNP 1921-1922
Il Prvenstvo Ljubljanske nogometne podzveze 1921./22. (it. "Campionato della sottofederazione calcistica di Lubiana 1921-22") fu la terza edizione del campionato organizzato dalla Ljubljanska nogometna podzveza (LNP).
A questa edizione parteciparono 12 squadre, divise in tre gruppi, che qualificarono le tre finaliste che si contesero il titolo. Il vincitore fu ancora l'Ilirija, al suo quarto titolo consecutivo nella LNP.
L'Ilirija avrebbe dovuto accedere al Državno prvenstvo (campionato nazionale) per designare la squadra campione, ma nel 1922 questo torneo non si tenne.

## Gruppo Lubiana

### Classifica prima classe
|  | Pos. | Squadra          | Pt | G | V | N | P | GF | GS | QR    |                              |
|  | ---- | ---------------- | -- | - | - | - | - | -- | -- | ----- | ---------------------------- |
|  | 1.   | Ilirija          | 8  | 4 | 4 | 0 | 0 | 20 | 4  | 5,000 | Ammesso alla fase finale     |
|  | 2.   | Primorje Lubiana | 3  | 4 | 1 | 1 | 2 | 5  | 13 | 0,384 |                              |
|  | 3.   | Sparta           | 1  | 4 | 0 | 1 | 3 | 4  | 12 | 0,333 | Retrocesso in seconda classe |

### Risultati prima classe
Andata:
18.09.1921. Ilirija – Sparta 5–3
16.10.1921. Ilirija – Primorje 7–1
23.10.1921. Sparta – Primorje 1–1
Ritorno:
27.05.1922. Sparta – Ilirija 0–3 (per forfait)
28.05.1922. Primorje – Ilirija 0–5
18.06.1922. Primorje – Sparta 3–0 (per forfait)

### Classifica seconda classe
|  | Pos. | Squadra        | Pt | G | V | N | P | GF | GS | QR    |                          |
|  | ---- | -------------- | -- | - | - | - | - | -- | -- | ----- | ------------------------ |
|  | 1.   | Hermes Lubiana | 16 | 8 | 8 | 0 | 0 | 32 | 8  | 4,000 | Promosso in prima classe |
|  | 2.   | Svoboda        | 9  | 8 | 4 | 1 | 3 | 23 | 19 | 1,210 |                          |
|  | 3.   | LASK Lubiana   | 7  | 8 | 3 | 1 | 4 | 20 | 27 | 0,740 |                          |
|  | 4.   | Jadran Lubiana | 5  | 8 | 2 | 1 | 5 | 25 | 28 | 0,892 |                          |
|  | 5.   | Svoboda Moste  | 3  | 8 | 1 | 1 | 6 | 16 | 34 | 0,470 |                          |

### Risultati seconda classe
Andata:
18.09.1921. LASK – Jadran 3–2, Hermes – Svoboda (M) 3–1
25.09.1921. Svoboda (Lj) – Jadran 5–1, Svoboda (M) – LASK 5–5
02.10.1921. Hermes – Jadran 3–1,  Svoboda (Lj) – LASK 3–0
16.10.1921. Svoboda (Lj) – Svoboda (M) 2–1, Hermes – LASK 4–1
23.10.1921. Hermes – Svoboda (Lj) 6–2, Svoboda (M) – Jadran 3–0
Ritorno:
17.04.1922. LASK – Svoboda (M) 7–3
23.04.1922. Hermes – Jadran 7–1 
30.04.1922. Jadran – Svoboda (M) 9–1, Hermes – Svoboda (Lj) 4–1
07.05.1922. Hermes – LASK 2–0, Svoboda (Lj) – Svoboda (M) 5–1
14.05.1922. LASK – Jadran 2–7
28.05.1922. Hermes – Svoboda (M) 3–1
11.06.1922. Svoboda (Lj) – LASK 1–2
15.06.1922. Svoboda (Lj) – Jadran 4–4

## Gruppo Celje

### Classifica
|  | Pos. | Squadra        | Pt | G | V | N | P | GF | GS | QR    |                          |
|  | ---- | -------------- | -- | - | - | - | - | -- | -- | ----- | ------------------------ |
|  | 1.   | Athletik Celje | 7  | 4 | 3 | 1 | 0 | 14 | 2  | 7,000 | Ammesso alla fase finale |
|  | 2.   | Celje          | 5  | 4 | 2 | 1 | 1 | 7  | 4  | 1,750 |                          |
|  | 3.   | Svoboda        | 0  | 4 | 0 | 0 | 4 | 1  | 16 | 0,062 |                          |

### Risultati
Andata:
08.09.1921. Celje – Svoboda 3–0
16.10.1921. Athletik – Celje 1–1
23.10.1921. Athletik – Svoboda 7–1
Ritorno:
30.04.1922. Celje – Svoboda 3–1
07.05.1922. Athletik SK – Svoboda 3–0
14.05.1922. Athletik SK – Celje 3–0

## Gruppo Maribor

### Classifica
|  | Pos. | Squadra         | Pt | G  | V | N | P | GF | GS | QR    |                          |
|  | ---- | --------------- | -- | -- | - | - | - | -- | -- | ----- | ------------------------ |
|  | 1.   | 1.SŠK Maribor   | 19 | 10 | 9 | 1 | 0 | 48 | 8  | 6,000 | Ammesso alla fase finale |
|  | 2.   | Rapid Marburg   | 14 | 10 | 7 | 0 | 3 | 39 | 22 | 1,772 |                          |
|  | 3.   | MAK             | 12 | 10 | 6 | 0 | 4 | 40 | 26 | 1,538 |                          |
|  | 4.   | Svoboda Maribor | 8  | 10 | 4 | 0 | 6 | 20 | 35 | 0,571 |                          |
|  | 5.   | Korotan Maribor | 5  | 10 | 2 | 1 | 7 | 13 | 30 | 0,433 |                          |
|  | 6.   | Ptuj            | 2  | 10 | 1 | 0 | 9 | 7  | 46 | 0,152 |                          |

### Risultati
Andata:
11.09.1921. Svoboda – Ptuj 4–0
18.09.1921. Maribor – Rapid 5–3, Korotan – Ptuj 3–1
25.09.1921. Maribor – Korotan 1–1, Rapid – MAK 3–6
02.10.1921. Korotan – Svoboda 1–3, MAK – Ptuj 3–0 (per forfait)
09.10.1921. Maribor – MAK 3–1, Rapid – Svoboda 3–2
16.10.1921. Rapid – Korotan 6–1, Maribor – Svoboda 5–0
23.10.1921. MAK – Svoboda 4–2, Rapid – Ptuj 3–0 (per forfait)
30.10.1921. Korotan – MAK 5–3, Maribor – Ptuj 3–0 (per forfait)
Ritorno:
02.04.1922. Svoboda – Korotan 2–1
09.04.1922. Maribor – Ptuj 16–0, MAK – Korotan 5–1
23.04.1922. Maribor – MAK 3–2, Svoboda – Ptuj 2–0
30.04.1922. Rapid – Ptuj 2–0, Maribor – Korotan 3–0 (per forfait)
07.05.1922. MAK – Svoboda 5–3, Rapid – Korotan 3–0 (per forfait)
14.05.1922. Rapid – MAK 5–3, Korotan – Ptuj 0–3 (per forfait)
21.05.1922. Maribor – Rapid 5–1, MAK – Ptuj 8–1
28.05.1922. Maribor – Svoboda 4–0
11.06.1922. Rapid – Svoboda 10–0

## Fase finale
| Data              | Partita                        | Ris. |
| ----------------- | ------------------------------ | ---- |
| SEMIFINALI        |                                |      |
| 02.07.1922        | Athletik Celje – 1.SŠK Maribor | 0–2  |
| Ilirija esentato  |                                |      |
| FINALE            |                                |      |
| 09.07.1922        | Ilirija – 1.SŠK Maribor        | 5–1  |
| Fonte: exyufudbal |                                |      |